# Доры (Московская область)
До́ры — деревня в Лотошинском районе Московской области России.
Административный центр Ошейкинского сельского поселения, до реформы 2006 года относилась к Ошейкинскому сельскому округу. Население — 540 чел. (2010).

## География
Расположена на левом берегу реки Ламы, примерно в 17 км к востоку от районного центра — посёлка городского типа Лотошино, рядом с ответвлением автодороги Р107 Клин — Лотошино. Ближайшие населённые пункты — деревни Брыково и Ошейкино. В деревне 1 улица — Молодёжная.

## Название
В источниках XV—XVI веков уже встречаются названия Дор, Доры, Дорок, Дорки и в их основе лежит народный термин подсечно-огневого земледелия дор — «участок, на котором лес вырублен и выкорчеван», то есть выдран. А когда позже на таких землях стали возникать поселения, то на них также стал распространяться этот термин, ареал которого имеет наибольшую плотность к северу и западу от Московской области, вплоть до средней и нижней Вислы. Это даёт возможность связывать его с областью расселения древнего славянского племени кривичей.

## Исторические сведения
До 1929 года входила в состав Ошейкинской волости Волоколамского уезда Московской губернии.
По сведениям 1859 года в деревне было 36 дворов, проживало 189 жителей, по данным на 1890 год проживало 90 человек, по материалам Всесоюзной переписи населения 1926 года — 291 человек, насчитывалось 60 крестьянских хозяйств, располагался сельсовет.

## Население
| 1852 | 1859 | 1926 | 2002 | 2006 | 2010 |
| ---- | ---- | ---- | ---- | ---- | ---- |
| 207  | ↘189 | ↗291 | ↗616 | ↘588 | ↘540 |